# Фумио Тойода
Фумио Тойода (8 ноември 1947 – 4 юли 2001) е айкидо инструктор, а също и светски Зен учител, който интензивно е преподавал в САЩ и Европа.
Той израства в Япония, префектура Точиги и на 10 години започва да тренира с първия си учител Коичи Тохей, чиито фамилни земи са до тези на семейство Тойода. На седемнадесет години му е присъдена степен първи дан (на японски шодан) на изпити, водени от Морихиро Сайто. На тази възраст той започва тренировки по методите „мисоги“, преподавани в Ичикикай доджо в Токио. Тойода решава да се посвети за три години на интензивно обучение в Ичикикай като „учи деши“ или ученик живеещ в доджото. По същото време той започва също да изучава Зен.
По-късно Тойода се включва като „учи деши“ на Айкикай хомбу доджо в Токио и живее там две години. През 1974 година, когато Коичи Тохеи се отделя от Айкикай за да основе своето Ки но Кенкюкай (Ки общество) Фумио Тойода е с него. През същата година на двадесет и седем годишна възраст и носител на „годан“ или пети дан той е изпратен от Тохеи в Чикаго, САЩ. Коичи Тихеи е възнамерявал да му присъди „рокудан“ (шести дан), но някои несъгласия с учителя му карат Тойода да напусне организацията. През 1984 с помощта на Джон Такаги основава своя собствена организация: Американската Айкидо Асоциация със седалище в Чикаго.  Вече независим Тойода пътува интензивно и води семинари. Неговите европейски ученици правят аналогична организация Международна Айкидо Асоциация. В крайна сметка двете организации се завръщат в Айкикай хомбу доджо през 1994.
През 1997 Тойода получава сертификат за завършеното си обучение в Риндзай Зен, наречен Инка Шомей от Теншин Таноюе Роши от храма Чозен-джи в Хонолулу, Хавай. При това получава дхарма името Тензан Генсей. Тойода представя активно Зен обучението и в мрежата от своите айкидо доджо. В течение на много години той ръководи в Чикаго клон на храма (на японски бецуин) Чозен-джи, а също и Международното Зен Доджо Согенкай – светска Зен организация, която той основава за да разпространява ученията на покойния Омори Соген – Зен учител, майстор на меча и японската калиграфия. Тойода също основава японски културен център в централната част на Чикаго, където учениците изучават редица бойни изкуства: айкидо, кендо, Шури Рю карате, а също така и класове по Зен медитация.
На 4 юли 2001 г., на 53-годишна възраст, Тойода умира от бактериална инфекция. Посмъртното му будистко име е Тензан Геншо Рокоджи.
Американската Айкидо Асоциация и Международната Айкидо Асоциация и днес продължават активността си като клонове на Айкикай хомбу доджо под ръководството на Язуо Кобаяши. След смъртта на Тойода негови ученици основават няколко организации за бойни изкуства и също са активни и днес. Зен организациите, в чието основаване Тойода е участвал се обединяват в Даюзенджи, храм на Риндзай Зен, който е активен и днес в Чикаго.